# Cine de los Estados Unidos

El cartel de Hollywood en Hollywood, Los Ángeles, California, a menudo considerado como un símbolo de la industria cinematográfica estadounidense.

La industria del cine en los Estados Unidos ha tenido un profundo efecto en el cine internacional desde inicios del siglo XX. Su historia se divide en ocasiones en cuatro períodos principales: la era muda, el cine clásico de Hollywood, el nuevo Hollywood y el periodo contemporáneo (a partir de 1980), el cual para 1950 tenía un valor estimado de 8 dólares estadounidenses. Para la fecha el cine era una innovación audiovisual.

## Historia

### Desarrollo temprano

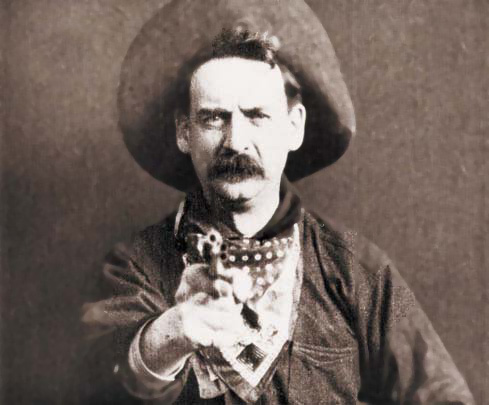
Justus D. Barnes en la película Asalto y robo de un tren de Edwin S. Porter.

La segunda instancia grabada y tomadas de imágenes capturando y reproduciendo movimiento fue una serie de fotografías de Eadweard Muybridge que mostraban un caballo galopando, tomadas en Palo Alto, California, utilizando un conjunto de cámaras fijas colocadas en fila. El logro de Muybridge motivó a inventores de todas partes para intentar crear dispositivos similares que pudiesen capturar ese movimiento. En EE. UU., Thomas Alva Edison fue el primero en producir un dispositivo de esas características, el kinetoscopio, cuya abusiva patente forzó a los primeros cineastas a buscar otras alternativas.
En EE. UU., las primeras exhibiciones de películas para grandes audiencias se hacían usualmente en los descansos de los shows de vodevil. Los empresarios comenzaron a viajar para exhibir sus películas, llevando al mundo las primeras incursiones en el género del drama. El primer gran éxito del cine estadounidense, así como el logro experimental más largo hasta el momento, fue El gran atraco al tren, dirigida por Edwin S. Porter. En los albores de la industria cinematográfica estadounidense, Nueva York fue el epicentro de los cineastas. El estudio de grabación de Kaufman-Astoria en Queens, construido durante la etapa muda del cine, fue usado por los hermanos Marx y W. C. Fields.
Chelsea (Manhattan) también era utilizado con frecuencia. Mary Pickford, una actriz ganadora del premio de la Academia, rodó algunas de sus primeras películas en esta zona. Sin embargo, el mejor clima de Hollywood durante todo el año lo convirtió en una mejor opción para rodar.

## Hollywood
A principios de 1910, el director D. W. Griffith fue enviado por el Biograph Company para la costa oeste con su compañía. Empezaron a filmar en un terreno baldío cerca de Georgia Street, en el centro de Los Ángeles. La compañía exploró nuevos territorios y viajó varias millas al norte de un pequeño pueblo. Este lugar fue llamado "Hollywood". 
Griffith entonces filmó la primera película en Hollywood, California, un melodrama sobre California en el 1800, mientras pertenecía a México. Después de escuchar acerca de este maravilloso lugar, en 1913, muchos encargados del cine se dirigieron al oeste para evitar las tasas impuestas por Thomas Edison, propiedad de las patentes sobre el cinematógrafo. Antes de la Primera Guerra Mundial, las películas se hicieron en varias ciudades de EE. UU., pero los cineastas miraron el sur de California como la industria a desarrollarse. Fueron atraídos por el clima suave y fiable de la luz solar, lo que permitió a las películas de cine al aire libre durante todo el año, y por la variedad de sus paisajes que estaba disponible. 

### Invención del cine como arte autónomo

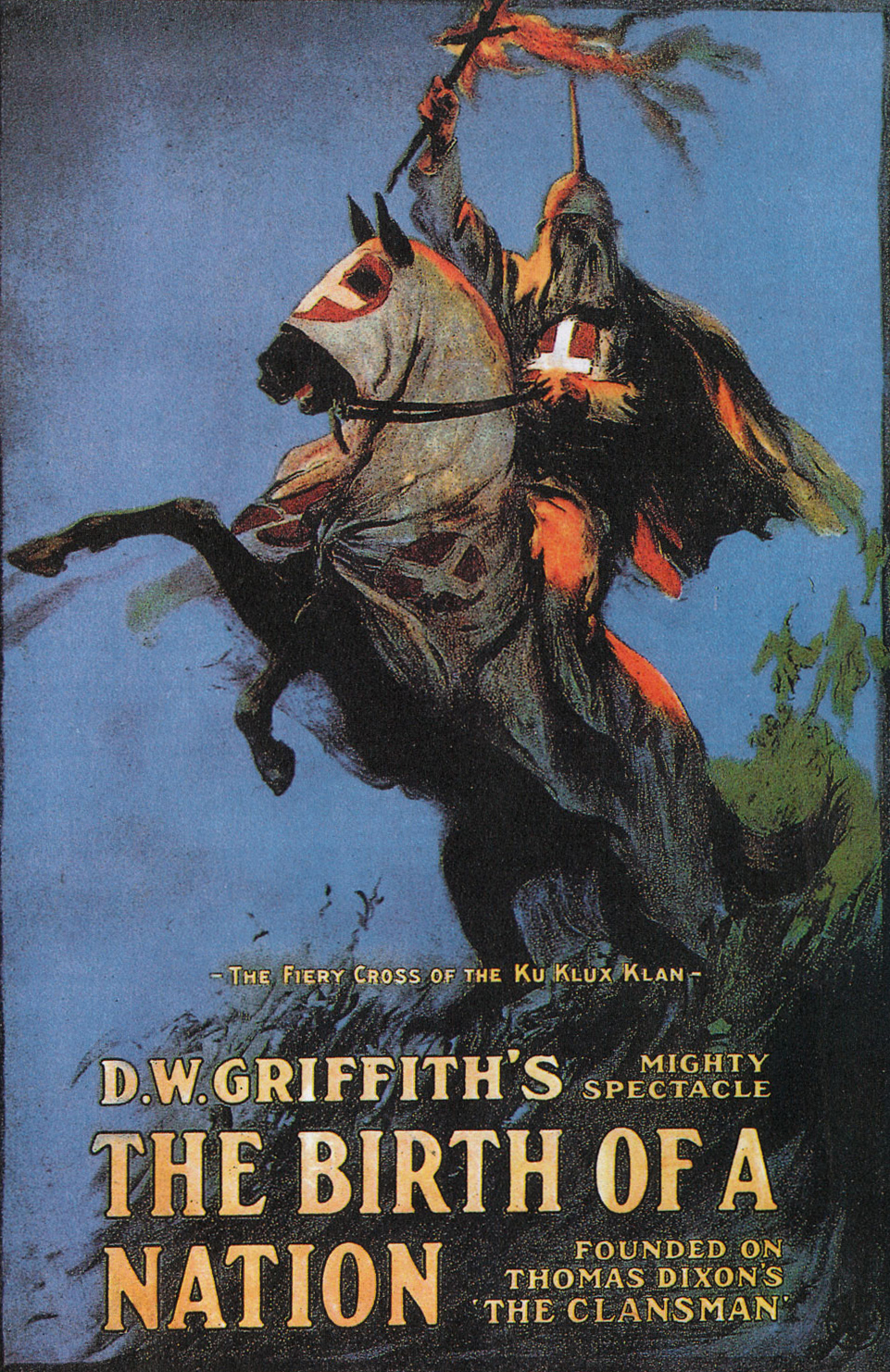
Cartel de El nacimiento de una nación.

El punto de partida para el cine estadounidense fue Griffith con El nacimiento de una nación que fue pionera en la filmación de vocabulario que todavía domina el celuloide hasta el día de hoy.
El nacimiento de una nación es uno de los grandes hitos de la historia del cine, y lo es porque David W. Griffith reúne y sistematiza todos los recursos narrativos que había ido desarrollando el cine hasta ese momento (1915). Lo hace de una forma en que queda establecido un modelo de cine que se perpetuaría hasta la actualidad.
La forma en que se establece el salto de eje, el uso de los primeros planos, la alternancia entre planos generales que permiten que el espectador comprenda y organice mentalmente el espacio donde transcurre la acción y planos cortos donde se aprecia el detalle constituyen la base del modelo.

### El "padre del cine moderno"
Estudios tempranos de la historia del cine mostraban a Griffith como el «padre del cine moderno», partiendo de un artículo escrito por él mismo en un periódico poco después de su salida de AM&B en 1913. En este afirmaba ser el creador del lenguaje cinematográfico, tales como el primer plano o el flashback. Los primeros historiadores de cine, sin tener acceso a muchos de los filmes producidos antes de 1913, declararon a Griffith como el "padre del cine".
Estudios recientes y el descubrimiento de varios filmes (Brighton Conference), demostraron que aunque una amplia variedad de realizadores trabajaban en explorar nuevas técnicas narrativas y estéticas para el cine en Francia, Italia, Estados Unidos ninguno sistematizo los diversos descubrimientos en un lenguaje cinematográfico. Edwin Porter, por nombrar a uno de ellos, hace muestra de algunas técnicas narrativas en The Life of an American Fireman (1903) así como el desarrollo de nuevas técnicas de edición en The Great Train Robbery (1903), pero sus descubrimientos no tienen continuidad más allá de su aplicación técnica.
La importancia de Griffith como realizador fue su capacidad de utilizar y combinar aquellas técnicas. Es por esto aplicable a la figura de Griffith "El padre del cine moderno". Su imaginación y su gran destreza detrás de las cámaras lo hacen el director más importante del mundo en esa época.
Durante el periodo en que el cine comenzaba se crearon tres tipos de discurso cinematográfico:
- El discurso de los Lumière. Pretende plasmar la realidad, no obstante manipula lo que aparece en imagen (lo mediatiza), al buscar composiciones que recogieran los estilos pictóricos en boga en la época. Precisamente, este eco hizo que el cine llamase la atención del público ya acostumbrado a los inventos que captaban la imagen en movimiento como el Kinetoscopio u otros similares.
- El discurso de Méliès. Aplica a la puesta en escena la tradición carnavalesca y de las fiestas populares, dando a sus películas un cierto aire fantasmagórico.
- El discurso de Griffith. Combina la imagen cinematográfica con el discurso propio de la novela decimonónica, dando así nacimiento al relato cinematográfico.

Al discurso de los Lumiere y de Méliès se los engloba como Modo de representación primitivo. No es algo exclusivo de estos primeros cineastas sino de todos los que realizaban cine en aquella época.
En contraposición, se encuentra el discurso de Griffith y el de la mayoría de los que siguieron. Se les engloba bajo la etiqueta de Modo de representación institucional.
Griffith además fue el descubridor de muchas estrellas de la naciente industria fílmica estadounidense, entre las que se encuentran: las hermanas Lillian y Dorothy Gish, Mae Marsh, Blanche Sweet, Mack Sennett (cómico canadiense imitador de Max Linder), y sobre todo Mary Pickford, quien pronto se convertiría en «la novia de América».

### Era dorada de Hollywood

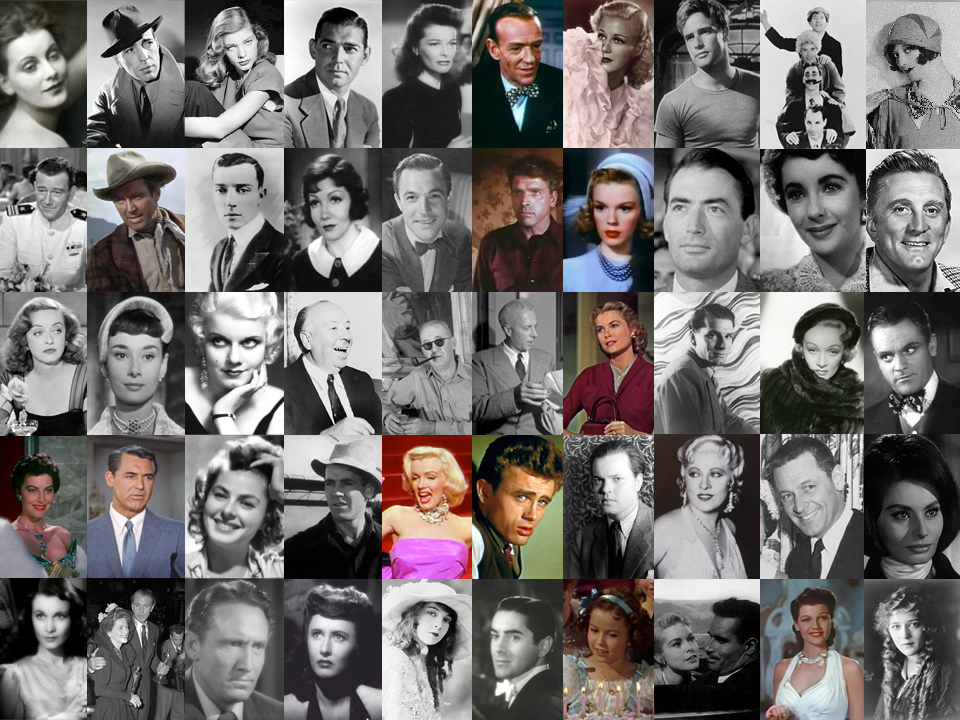
Estrellas de la era dorada de Hollywood.

Durante la llamada «era dorada de Hollywood», o de la narrativa clásica de Hollywood, son los términos utilizados en la historia del cine, que designa a la vez un estilo visual y de sonido para películas y un modo de producción utilizados en la industria cinematográfica de los Estados Unidos aproximadamente entre las décadas de 1910 y 1960. 
Estilo clásico, es fundamentalmente basarse en el principio de la continuidad o la edición de "invisible" de estilo. Es decir, la cámara y la grabación de sonido no debería llamar la atención sobre sí mismos.
En esa época las películas en los estudios de Hollywood se rodaban de forma parecida a la que se utilizaba para ensamblar los coches en las cadenas de montaje de Henry Ford. No había dos películas exactamente iguales, pero la mayoría seguían un género: Western, comedia, cine negro, musicales, cine de animación, biográfico, etc, y los mismos equipos creativos solían trabajar en las películas producidas por el mismo estudio - por ejemplo, Cedric Gibbons y Herbert Stothart siempre trabajaron en las películas de la MGM, Alfred Newman trabajó para la Twentieth Century Fox durante veinte años, casi todas las películas de Cecil B. De Mille fueron producidas por la Paramount, las películas del director Henry King fueron en su mayoría rodadas para Twentieth-Century Fox, etc. Se podía llegar a adivinar qué estudio había producido cada película solo por los actores que aparecían en ella; cada estudio tenía su propio estilo y toque característico que hacía posible averiguarlo - una cualidad que no existe hoy día. Aun así cada película tenía ligeras diferencias, y, en contraposición a los fabricantes de coches, la mayoría de las personas que intervenían en el rodaje eran artistas. Por ejemplo, To Have and Have Not (1944) es famosa no solo por su pareja de protagonistas Humphrey Bogart (1899-1957) y Lauren Bacall (1924-2014) sino también por haber sido escrita por dos futuros ganadores del Premio Nobel de Literatura: Ernest Hemingway (1899-1961), autor de la novela en la que se basó la película, y William Faulkner (1897-1962), que trabajó en la adaptación para la pantalla grande.
Sin embargo rodar películas todavía era un negocio y las productoras hacían dinero operando bajo el llamado sistema de estudio. Los principales estudios tenían a miles de personas en nómina -actores, productores, directores, escritores, especialistas, mecánicos y técnicos. También poseían cientos de teatros en ciudades y pueblos repartidos por todo el país- teatros que proyectaban sus películas y que siempre necesitaban material fresco.
Hay que destacar que el cine estadounidense (entre otros factores) ha influido en la realidad sobre los conflictos bélicos. Así pues, la audiencia en su mayoría ha creído la perspectiva que le mostraban las pantallas. Por lo que el cine ha sido una manera de influir en las ideas de muchos en función de los intereses imperialistas de los EE. UU.  Un estudio podía arriesgarse con un proyecto de presupuesto medio que tuviese un buen guion y actores relativamente desconocidos: Citizen Kane, dirigida por Orson Welles (1915-1985), cumplía estas premisas. En otros casos, directores con una gran personalidad como Howard Hawks (1896-1977) y Frank Capra (1897-1991) se pelearon con los estudios para imponer sus visiones artísticas. El sistema de estudio alcanzó, probablemente, su apogeo en el año 1939, que vio el estreno de clásicos como The Wizard of Oz, Gone with the Wind, Stagecoach, Mr. Smith Goes to Washington, Only Angels Have Wings, Ninotchka, y Midnight. Entre otros títulos salidos de la Edad de Oro que son considerados clásicos en nuestros días podemos citar: Casablanca, It's a Wonderful Life, la versión original de King Kong, y Snow White and the Seven Dwarfs.

### El declive de los estudios
El sistema de estudio y por ende la era dorada de Hollywood sucumbieron a dos fuerzas a finales de los años 1940: Una intervención federal que separó la producción de películas de su exhibición en salas; y la invención de la televisión. Como resultado de esa intervención, actores y cuerpo técnico fueron liberándose gradualmente de sus contratos con las productoras. Ahora, cada película hecha por un estudio podría tener un reparto y equipo creativo completamente distinto, desencadenando en la pérdida gradual de todas esas "características" que hicieron inconfundibles a las películas de la MGM, Paramount, Universal, Columbia, RKO y Twentieth-Century Fox. Sin embargo, determinadas personas del mundillo, como Cecil B. DeMille, utilizaron artistas que seguían contratados hasta el final de sus carreras o los mismos equipos creativos en sus películas por lo que, una película de DeMille todavía parecía rodada en 1932 o 1956. El número de películas en rodaje descendió bruscamente, incluso las de gran presupuesto, marcando un cambio en la estrategia a seguir por la industria. Los estudios se centraron en producir entretenimiento que no pudiese ser ofrecido por la televisión: espectáculo, producciones con argumentos trascendentales, mientras otros cedieron los derechos de sus bibliotecas cinematográficas y teatrales a otras compañías para ser vendidos a la televisión.
Aunque la televisión acabó con la hegemonía de la industria cinematográfica en el entretenimiento estadounidense, el surgimiento de la televisión resultaría ventajoso, a su forma, para las películas. Esto fue debido a que la opinión pública sobre la calidad de la programación televisiva decayó rápidamente y, por el contrario, el estatus del cine empezó a ser cada vez más reconocido como una forma de arte seria y digna de respeto y estudio. Esto fue complementado con la milagrosa decisión en la que la Corte Suprema de los Estados Unidos revocó su decisión y dictaminó que las películas eran una forma de arte con derecho a la protección de la Primera Enmienda.

### El «nuevo Hollywood» y el cine post-clásico
«Cine post-clásico» es un término utilizado para describir los cambios narrativos en el nuevo Hollywood. Se argumenta que las nuevas aproximaciones al drama y la caracterización jugaron con la expectación de la audiencia adquirida en el período clásico: la cronología se cruzaría, los guiones presentarían "finales inesperados" y las líneas que separan al antagonista y protagonista estarían difuminadas. Las raíces de la narración post-clásica según Ángel Faretta están en el momento de auto-conciencia del cine, a partir de la película de Orson Wells, Citizen Kane, donde por primera vez el cine "se contempla a sí mismo". Otros declaran que el quiebre podría estar en el cine negro, en Rebelde sin causa (1955), y en la rompedora y atípica película Psicosis de Hitchcock.
«Cine post-clásico» es un término utilizado para describir al período que prosiguió al declive del sistema de estudio en los 50 y 60 y el final del código de producción. Está marcado por una gran tendencia a dramatizar cosas como la sexualidad y la violencia.
«Nuevo Hollywood» es un término utilizado para describir la aparición de una nueva generación de directores educados en escuelas de cine y que han absorbido las técnicas creadas en Europa en la década de los 60. Directores como Francis Ford Coppola, George Lucas, Brian De Palma, Martin Scorsese, y Steven Spielberg llegaron para crear productos que rindiesen homenaje a la historia del cine e innovar sobre los géneros y técnicas ya existentes. Al principio de la década de 1970, sus películas fueron a la vez alabadas por la crítica y exitosas comercialmente. Mientras las primeras películas del «nuevo Hollywood» como Bonnie y Clyde e Easy Rider habían sido relativos affairs de bajo presupuesto con héroes amorales y una sexualidad y violencia incrementadas, el enorme éxito cosechado por Coppola, Spielberg y Lucas con El padrino, Tiburón, y Star Wars, respectivamente ayudaron a establecer el concepto moderno de "cine comercial" o mainstream, y llevaron a los estudios a enfocar más seriamente sus esfuerzos en intentar producir grandes éxitos.

### Blockbusters
La obsesión por producir espectáculo en la gran pantalla ha modelado ampliamente el cine estadounidense desde sus comienzos. Epopeyas espectaculares tomaron ventaja de las nuevas técnicas panorámicas que habían ido creciendo en popularidad desde la década de los 1950s. Desde entonces, las diferencias entre las películas estadounidenses se han ido incrementando hasta llegar a dividirse en dos categorías: cine comercial y cine independiente. Los estudios se han orientado en confiar en un puñado de estrenos extremadamente caros cada año en orden a mantenerse rentables. Enfatizan el espectáculo en el cine comercial, el poder de las estrellas y un alto coste de producción, lo que implica un enorme presupuesto. El cine comercial típico se basa en el poder mediático de sus estrellas y la publicidad masiva para atraer a una amplia audiencia. Un título de éxito atraerá una audiencia lo suficientemente grande como para compensar los gastos de producción y proporcionar beneficios considerables. Este tipo de producciones tienen un elevado riesgo de éxito y la mayoría de los estudios estrenan títulos todos los años que se sitúan a ambos lados de la balanza.

## Cine independiente estadounidense o nuevo cine estadounidense
El cine independiente estadounidense surge en 1959 a partir de la aparición de la película Shadows, de John Cassavetes, que se convirtió en el emblema de este grupo, ya que mostraba un modo de realización y estético novedoso, fundamentalmente en la utilización de escenarios reales (exteriores nocturnos de la Ciudad de Nueva York), la interpretación improvisada de los actores y la inclusión de temas sociales (como el racismo) en el desarrollo de la acción, este movimiento toma sus principales referencias del Free Cinema británico y de la Nouvelle Vague francesa, si bien la mayor parte de los directores tienen estilos propios, lo que resta unidad al conjunto.
El cine independiente estadounidense se caracteriza por producciones de bajo presupuesto y a menudo alejadas de las grandes producciones de Hollywood. Las películas hechas bajo estos presupuestos enfatizan los elementos creativos basados en la interpretación, la dirección, el guion y otros elementos asociados con la creatividad y la innovación. 
El cine independiente estadounidense tiene varias etapas: 

### Etapa inicial
Abarca desde 1959 hasta 1970, en la que destacan figuras como John Cassavetes, Maya Deren, o el artista pop  Andy Warhol, y también artistas de la llamada Generación de la televisión, con directores como Stanley Kramer, Robert Altman y Robert Mulligan, entre otros. 

### Generación de los 70
A esta etapa pertenecen directores como Bob Rafelson, Dennis Hopper, o Peter Bogdanovich. También se puede citar a  Martin Scorsese, Michael Cimino, Ridley Scott, Brian De Palma, o Robert Zemeckis. 
A ellos se unen Francis Ford Coppola, Steven Spielberg y George Lucas, que forman la llamada Segunda generación de los 70.
Casos singulares que no entran muy bien en ninguna clasificación son las figuras de Terrence Malick o Clint Eastwood, que realizan una obra personal factible de ser englobada en el movimiento del cine independiente.

### Los años 1980
El cine independiente estadounidense fue revitalizado a finales de los años 1980 y principios de los años 1990 cuando otra nueva generación de cineastas, incluyendo a Spike Lee, Steven Soderbergh, Kevin Smith, y Quentin Tarantino rodaron títulos como, respectivamente, Haz lo que debas, Sexo, mentiras y cintas de vídeo, Clerks., y Reservoir Dogs.[cita requerida] En términos de dirección, guion, edición y otros elementos, estas películas fueron innovadoras y a menudo irreverentes, jugando con la contradicción de las convenciones de las películas de Hollywood.[cita requerida] Además, su considerable éxito económico y su cruce con la cultura popular restableció la viabilidad comercial del cine independiente. Desde entonces, la industria del cine independiente se ha definido con más claridad y con más influencia en el cine estadounidense.[cita requerida] Muchos de los principales estudios se han enfocado en ello mediante la creación de subsidiarios para producir películas similares; por ejemplo Fox Searchlight Pictures o Terminator protagonizada por Arnold Schwarzenegger.

En menor medida en la presente década, los tipos de películas que previamente tenían una presencia mínima en el ámbito del mercado cinematográfico han empezado a resurgir con una mayor atracción en taquilla. Estos incluyen películas de habla no inglesa como Wò hǔ cáng lóng y Herp y documentales como Super Size Me, La Marche de l'empereur y los trabajos de Michael Moore, Bowling for Columbine y Fahrenheit 9/11.

## La aparición del mercado de vídeo doméstico
Los años 1980 y los 1990 vieron otra importante creación. La completa aceptación del vídeo por parte de los estudios abrió un nuevo y vasto campo de negocio a explotar. Películas como The Secret of NIMH y The Shawshank Redemption, que tuvieron una pobre aceptación en taquilla, fueron capaces de encontrar su éxito comercial en el mercado del vídeo. Esas décadas también vieron la primera generación de cineastas que tuvieron acceso a la emersión de las cintas de vídeo. Directores como Quentin Tarantino y Paul Thomas Anderson habían tenido acceso a miles de títulos y produjeron películas con numerosas referencias y conexiones con obras previas.[cita requerida] Esto, junto con la explosión del cine independiente y la reducción de costes en el rodaje, cambió el panorama del cine estadounidense una vez más y lideró un renacimiento en el rodaje de películas entre las clases baja y media de Hollywood; aquellas sin acceso a los recursos económicos del estudio.[cita requerida]
La aparición del DVD en el siglo XXI se convirtió rápidamente en una gran fuente de beneficios para los estudios y ha liderado una explosión de ediciones con escenas extra, versiones extendidas y pistas comentadas en las películas.